# غوزيك (شناتال)
غوزيك هي قرية في مقاطعة سلماس، إيران. يقدر عدد سكانها بـ 230 نسمة بحسب إحصاء 2016.